# Улица Евгения Сверстюка (Киев)
Улица Евгения Сверстюка (укр. Вулиця Євгена Сверстюка) — улица в Днепровском районе города Киева. Пролегает от Броварского проспекта до бульвара Верховного Совета, исторически сложившаяся местности (районы) Никольская слободка и Левобережный жилой массив.
Примыкают улицы Раисы Окипной, Ованеса Туманяна, Плеханова.
В севером направлении улицу продлевает улица Митрополита Андрея Шептицкого, в южном направлении — Березняковская улица. Проспект Соборности с улицами Евгения Сверстюка, Березняковской и Ивана Миколайчука образовывают транспортную развязку.

## История
Улица возникла в начале 20 века. Изначально улица вместе с современными проспектом Мира, улицами Пражской и Бориспольской была частью улицы ІІІ Интернационала. В 1938 году часть улицы ІІІ Интернационала была выделена в отдельную Бориспольскую улицу.
5 июля 1955 года улица ІІІ Интернационала в Дарницком районе разделена на две улицы Дружбы народов и Марины Расковой — в честь Героя Советского Союза Марины Михайловны Расковой, согласно Решению исполнительного комитета Киевского городского совета депутатов трудящихся № 857 «Про переименование улиц г. Киева» («Про перейменування вулиць м. Києва»).
В связи с ликвидацией (из-за дублирования названия) Черниговской улицы в Днепровском районе 6 сентября 1982 года дома левой стороны этой улицы были отнесены к проспекту 60-летия Октября, а дома правой стороны — улице Марины Расковой, согласно Решению исполнительного комитета Киевского городского Совета депутатов трудящихся № 1479 «Про переименование и упорядочивание наименований улиц г. Киева» («Про найменування та впорядкування найменувань вулиць м. Києва»).
8 октября 2015 года улица получила современное название — в честь украинского писателя, философа, диссидента, гоголеведа, общественного деятеля Евгения Александровича Сверстюка, согласно Решению исполнительного комитета Киевского городского главы № 129/2032 «Про возвращение исторических названий, переименование и наименование улиц, переулка в городе Киеве» ("Про повернення історичних назв, перейменування та найменування вулиць, провулку у місті Києві). Евгений Александрович Сверстюк до своей смерти 1 декабря 2014 года проживал в доме № 8 улицы Марины Расковой.

## Застройка
Улица пролегает в юго-восточном направлении. Улица имеет по два ряда движения в обе стороны.
Улица Евгения Сверстюка с улицей Раисы Окипной образовывают площадь Сергея Набоки.
Парная сторона улицы занята сквером Левобережный, многоэтажной жилой застройкой. Непарная сторона начала улицы занята рынком, промышленным предприятием («Укрпластик»), одним жилым домом, учреждениями обслуживания, конца улицы — без застройки и пролегает вдоль ж/д линии.
Учреждения:
1. дом № 1 — «Укрпластик»
2. дом № 8Б — Пантелеймоновская церковь (Храм Святого Целителя Пантелеймона)
3. дом № 15 — Государственный институт комплексных технико-экономических исследований; Государственная инспекция по контролю за ценами; Ассоциация украинских банков; Днепровское районное управление юстиций
4. дом № 17 — Украинский научно-исследовательский центр фармации МОЗ Украины